# SSM-A-5 Boojum
El XSSM-A-5 Boojum, también conocido por el número de proyecto MX-775B, fue un misil de crucero supersónico desarrollado por la Northrop Corporation para la Fuerza Aérea de los Estados Unidos, a finales de los años 40 del siglo XX. Con la intención de lanzar una cabeza de guerra nuclear, a un alcance intercontinental, se determinó que era demasiado ambicioso dadas las dificultades técnicas del SM-62 Snark del que provenía, y fue cancelado en 1951.

## Desarrollo
Como parte de un esfuerzo de las Fuerzas Aéreas del Ejército de los Estados Unidos para desarrollar misiles guiados que liberasen armas nucleares, a la Northrop Corporation se le concedió un contrato de desarrollo en marzo de 1946, para el diseño de dos misiles de crucero de largo alcance. Designado MX-775, el contrato solicitaba un misil subsónico, el MX-775A (más tarde designado SSM-A-3 Snark), y un más avanzado misil supersónico, el MX-775B, que en 1947 recibió el nombre de SSM-A-5 Boojum, nombrando Northrop los misiles por los personajes de las obras de Lewis Carroll.
Dada la designación de la compañía de N-25B, el diseño del Boojum se desarrolló en los siguientes siete años, y se produjeron una serie de variaciones en el concepto. El diseño finalizado presentaba un misil largo y esbelto, equipado con alas en delta, e impulsado por un par de motores turborreactores General Electric, montados en góndolas cerca de las puntas del ala.
El misil estaba destinado a ser lanzado utilizando un trineo cohete; el lanzamiento aéreo desde un bombardero pesado Convair B-36 fue una alternativa que se estudió. El misil ascendería a velocidad subsónica hasta su altitud operativa, luego se dirigiría supersónicamente hacia el área del blanco, siendo guiado por un sistema de navegación celeste. Un depósito lanzable de tipo "babucha" sería lanzado a mitad de vuelo. El Boojum estaba destinado a ser capaz de llevar una cabeza de guerra de hasta 2300 kg (5000 libras) hasta un alcance de entre 2400 y 8000 km.

### Cancelación
Al final de 1946, los contratos que se habían concedido a Northrop fueron revisados; el Snark fue cancelado, mientras que el Boojum iba a ser desarrollado totalmente como un sistema operativo. Sin embargo, Northrop presionó para que se restituyese el Snark; tuvo éxito al conseguir que se reautorizase el programa en 1947, siendo diferido el Boojum a un proyecto de continuación.
A pesar de que el diseño había sido finalizado, la Fuerza Aérea de los Estados Unidos (en lo que se habían convertido las USAAF en 1948) determinó que el proyecto era tecnológicamente inviable, dadas las continuas dificultades de desarrollo y problemas técnicos encontrados durante el desarrollo del Snark. Consecuentemente, en 1951, el proyecto del Boojum fue cancelado, antes de que ningún prototipo del misil hubiera sido construido.

## Variantes
MX-775B
Designación de contrato donde se solicitaba un misil supersónico.
N-25B
Designación interna de la Compañía.
SSM-A-5 Boojum
Designación dada por la USAF.

### Secuencias de designación
- Secuencia SSM- (Cohetes y misiles de la USAF (1947-51)): ← SSM-A-2 - SSM-A-3 - SSM-A-4 - SSM-A-5 - SSM-A-6